# Dicranomyia (Dicranomyia) exercita
Dicranomyia (Dicranomyia) exercita is een tweevleugelige uit de familie steltmuggen (Limoniidae). De soort komt voor in het Neotropisch gebied.